# Aleksandros Chrisafos
Aleksandros Chrisafos (gr. Αλέξανδρος Χρύσαφος, ur. ?, zm. ?) – grecki pływak, uczestnik Igrzysk w Atenach.
Brał udział w wyścigu pływackim na 100 metrów stylem dowolnym podczas pierwszych nowożytnych igrzysk olimpijskich. Nieznana jest dokładna lokata, którą uzyskał. Uplasował się na pozycji 3-6.